# Club Sporting Tabaco
Maillots
Le Club Sporting Tabaco est un club péruvien de football disparu basé dans le district de Rímac à Lima. 
Animateur du championnat du Pérou durant sa période amateur, le club résiste mal le passage au professionnalisme à partir de 1951. En 1955, il fusionne avec la brasserie Backus & Johnston pour donner naissance au Sporting Cristal, l’un des principaux clubs péruviens de football.

## Histoire
Le Sporting Tabaco est fondé en 1926 par des ouvriers de l'Estanco de Tabaco, un débit de tabac public ayant le monopole du commerce de tabac au Pérou. En 1928, il remporte la División Intermedia, une sorte de 2e division d'avant l'heure, et obtient le droit de jouer le championnat 1929.
Le club descend en D2 en 1934, puis remonte trois ans plus tard pour ne plus quitter l'élite jusqu'en 1955, année de sa disparition. Durant ses 25 saisons en D1, il a l'occasion d'être vice-champion du Pérou à deux reprises, en 1931 et 1954, à chaque fois derrière l'Alianza Lima.
En proie à des difficultés économiques (avec un déficit de 350 000 soles), le club fusionne en décembre 1955 avec la brasserie Backus & Jonhston afin de donner naissance au Sporting Cristal Backus, nouveau club qui conserve cependant les couleurs de son devancier (blanc et bleu ciel).

## Palmarès
| Compétitions nationales                                  | Compétitions régionales                                         |
| - Championnat du Pérou : - Vice-champion : 1931 et 1954. | - División Intermedia (Lima y Callao) (1) : - Vainqueur : 1928. |

## Personnalités historiques du club

### Anciens joueurs
| - José Arana Cruz - Rafael Asca - Juan Criado - Faustino Delgado | - Adolfo Donayre - Jorge Pardón, gardien de but, mondialiste avec l'équipe du Pérou en 1930 - Alberto del Solar (es) - Vicente Villanueva, meilleur buteur du championnat 1954 (14 buts) |